# ميرزا عيسى الفراهاني
میرزا عيسى الفراهاني (ت. 1237 هـ) هو من وزراء حكومة السلطان فتح علي شاه القاجاري ، و هو والد القائم مقام الفراهاني.
هو السيد عيسى بن محمد حسن، وقيل حسن بن عيسى بن أبي الفتح ابن أبي الفخر الحسيني الفراهاني، الملقب بقائم مقام، المشهور بميرزا بزرگ. توفي سنة 1237 هـ، وقيل سنة 1238 هـ.

## آثاره
له: «الجهادية الكبرى» و «الجهادية الصغرى» و «اثبات النبوة» وديوان شعر و «أحكام الجهاد وأسباب الرشاد» وكلها بالفارسية.